# Милан Јеремић
Милан Јеремић (Београд, 22. септембар 1988) је српски фудбалер.
У својој каријери је претходно играо за Синђелић, Бенфику (млађе категорије), Земун, Црвену звезду, Борац из Чачка и Колубару из Лазаревца. У зимском прелазном року сезоне 2009/10. је потписао уговор за Црвену звезду.